# Christa Luding
Christa Rothenburger, coniugata Luding (Weißwasser/Oberlausitz, 4 dicembre 1959), è un'ex pattinatrice di velocità su ghiaccio ed ex pistard tedesca, che dal 1990 ha gareggiato per la Germania riunificata.
È una dei soli quattro atleti di ogni epoca capace di vincere medaglie in due diversi sport ed in due diversi tipi di Olimpiadi

## Biografia

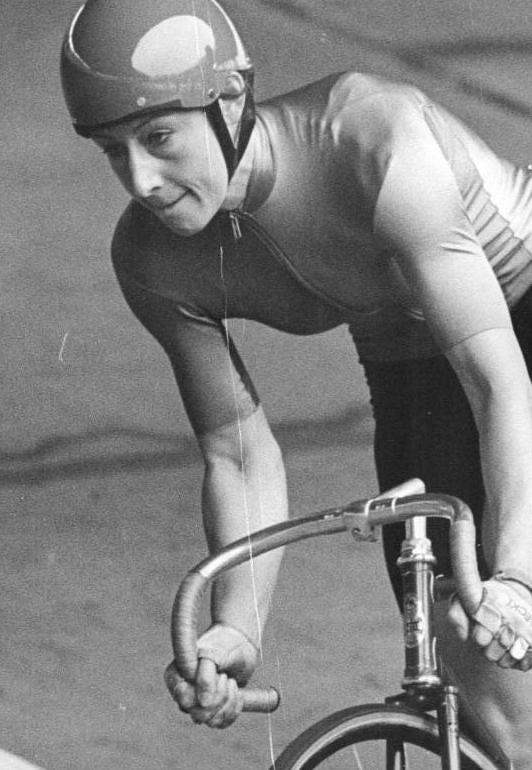
Christa Luding in bicicletta

Christa Luding, nata Rothenburger, ha sempre gareggiato col cognome del marito, suo allenatore già dal 1980 e sposato nel 1988, Ernst Luding.
Pur essendo tra i quattro atleti della storia ad aver vinto medaglie nelle due "stagionalità" dei Giochi olimpici, è l'unica che vi sia riuscita nello stesso anno, allorché nel febbraio del 1988 si aggiudicò una medaglia d'oro ed una d'argento alle Olimpiadi di Calgary 1988 nel pattinaggio di velocità e cinque mesi dopo, nel settembre dello stesso anno, si aggiudicò l'argento nel ciclismo su pista a Seul 1988.

## Palmarès

### Pattinaggio di velocità

#### Giochi olimpici invernali
- 4 medaglie:
  - 2 ori (500 m a Sarajevo 1984; 1000 m a Calgary 1988)
  - 1 argento (5000 m a Calgary 1988)
  - 1 argento (5000 m a Albertville 1992)

#### Campionati mondiali di pattinaggio di velocità - Sprint
- 8 medaglie:
  - 2 ori (Heerenveen 1985; West Allis 1988)
  - 2 argenti (Karuizawa 1986; Heerenveen 1989)
  - 4 bronzi (Inzell 1979; Helsinki 1983; Sainte Foy 1987; Oslo 1992)

### Ciclismo

#### Giochi olimpici
- 1 medaglia:
  - 1 argento (velocità su pista a Seul 1988)

#### Campionati del mondo di ciclismo su pista - Velocità femminile
- 2 medaglie:
  - 1 oro (Colorado Springs 1986)
  - 1 argento (Vienna 1987)